# 山寺村
山寺村（やまでらむら）は山形県東村山郡にあった村。現在の山形市山寺、天童市荒谷にあたる。

## 地理
- 山：面白山、雨呼山、南面白山、小呼岳、瀬ノ原山
- 河川：立谷川

## 歴史
- 1889年（明治22年）4月1日 - 町村制の施行により、東村山郡山寺村・荒谷村の区域をもって山寺村発足。
- 1956年（昭和31年）6月1日 - 大字山寺が山形市、大字荒谷が豊栄村に編入。同日山寺村廃止。

## 交通

### 鉄道路線
- 日本国有鉄道
  - 仙山線
    - 面白山仮乗降場（現・面白山高原駅） - 山寺駅

### 道路
- 山寺街道（現・宮城県道・山形県道62号仙台山寺線）

## 名所・旧跡・観光スポット・祭事・催事
- 立石寺